# Kawasaki 400 KH
La Kawasaki 400 KH est un modèle de moto tricylindre en ligne produit par la firme japonaise Kawasaki de 1976 à 1980.

## Historique
En 1969, Kawasaki présente la 500 H1 à moteur tricylindre à deux temps. De nombreuses déclinaisons voient le jour comme la 350 S2 ou la 750 H2. La 400 KH est l'ultime refonte de la 400 S3 de 1974, elle-même héritière de la 350 S2 mais à la ligne plus adoucie, notamment. La moto possède des échappements asymétriques avec deux pots à droite et un seul à gauche — marque de fabrique des tricylindres Kawasaki.
La 400 KH est commercialisée en France de 1976 à 1978.

## Chronologie
- 1976 : 400 KH A3, refonte de la 400 S3 de 1974 (modifications à la suite des nouvelles règlementations concernant la pollution).
- 1977 : 400 KH A4, ajout des coloris vert émeraude et violine.
- 1978 : 400 KH A5, arrêt de la commercialisation en France.
- 1979 - 1980 : 400 KH A6 et 400 KH A7, non importées en France.